# Kyriani Sabbe
Kyriani Sabbe (Gante, Flandes Oriental, Bélgica, 26 de enero de 2005) es un futbolista belga. Juega de lateral derecho o izquierdo y su equipo actual es el Club Brujas de la Primera División de Bélgica.

## Trayectoria
Comenzó a jugar al fútbol en KVC Ichtegem, posteriormente pasó a la academia del Club Brujas.
Para la temporada 2020-21 el Club Brujas por primera vez armó un equipo juvenil para participar en la Segunda División de Bélgica, sin posibilidad de ascender o descender de categoría, al cual llamó Club NXT. El entrenador del nuevo equipo juvenil, Maarten Martens, decidió convocarlo en la fecha 17 del campeonato debido a que Formose Mendy y Nathan Fuakala no estaban disponibles, debutó el 31 de febrero de 2021 con 16 años, jugó los 90 minutos como lateral izquierdo pero fueron derrotados 2-1 por RWDM. Volvió a ser convocado en las siguientes fechas y jugó 7 partidos en total, el equipo finalizó en última posición con 2 partidos ganados, 7 empates y 23 derrotas.
Para la temporada siguiente estuvo en el plantel que fue parte de la Liga Juvenil de la UEFA 2021-22, en la fase de grupos jugaron contra Paris Saint-Germain, RasenBallsport Leipzig y Manchester City, tras 3 partidos ganados, 2 empatados y 1 perdido clasificaron a un playoff pero fueron derrotados por Midtjylland, Kyriani estuvo presente en los 7 partidos y convirtió un gol.
Fue promovido al Club NXT para jugar la temporada 2022-23 desde el comienzo y se consolidó como titular en la reserva del club. También fue parte del equipo que jugó la Liga Juvenil de la UEFA, tras quedar en tercer lugar del grupo no clasificaron a las siguientes instancias, estuvo presente en 4 juegos.
El 2 de abril de 2023 debutó en el primer equipo de Brujas, ingresó en el último minuto del partido de la fecha 31 del campeonato belga contra KV Malinas y ganaron 0-3. Volvió a tener rodaje en la última fecha ante KAS Eupen, ingresó al minuto 51 debido a una lesión de Raphael Onyedika, brindó una asistencia y ganaron 7-0 en la fecha 34.

## Selección nacional
Ha sido parte de la selección de Bélgica en las categorías juveniles sub-15, sub-17, sub-18 y sub-19.

## Estadísticas
Actualizado al último partido disputado el 1 de mayo de 2025.
| Club                | Div.          | Temporada     | Liga  | Liga  | Liga   | Copas nacionales | Copas nacionales | Copas nacionales | Copas internacionales | Copas internacionales | Copas internacionales | Total | Total | Total  |
| Club                | Div.          | Temporada     | Part. | Goles | Asist. | Part.            | Goles            | Asist.           | Part.                 | Goles                 | Asist.                | Part. | Goles | Asist. |
| ------------------- | ------------- | ------------- | ----- | ----- | ------ | ---------------- | ---------------- | ---------------- | --------------------- | --------------------- | --------------------- | ----- | ----- | ------ |
| C. NXT · Bélgica    | 2.ª           | 2020-21       | 7     | 0     | 0      | —                | —                | —                | —                     | —                     | —                     | 7     | 0     | 0      |
| C. NXT · Bélgica    | 2.ª           | 2022-23       | 23    | 2     | 3      | —                | —                | —                | —                     | —                     | —                     | 23    | 2     | 3      |
| C. NXT · Bélgica    | 2.ª           | 2023-24       | 3     | 0     | 0      | —                | —                | —                | —                     | —                     | —                     | 3     | 0     | 0      |
| C. NXT · Bélgica    | 2.ª           | 2024-25       | 1     | 0     | 0      | —                | —                | —                | —                     | —                     | —                     | 1     | 0     | 0      |
| C. NXT · Bélgica    | Total club    | Total club    | 34    | 2     | 3      | 0                | 0                | 0                | 0                     | 0                     | 0                     | 34    | 2     | 3      |
| C. Brujas · Bélgica | 1.ª           | 2022-23       | 3     | 0     | 1      | -                | -                | -                | 0                     | 0                     | 0                     | 3     | 0     | 1      |
| C. Brujas · Bélgica | 1.ª           | 2023-24       | 21    | 1     | 3      | 0                | 0                | 0                | 12                    | 0                     | 1                     | 33    | 1     | 4      |
| C. Brujas · Bélgica | 1.ª           | 2024-25       | 24    | 1     | 1      | 5                | 0                | 0                | 6                     | 1                     | 0                     | 35    | 2     | 1      |
| C. Brujas · Bélgica | 1.ª           | 2025-26       | 0     | 0     | 0      | -                | -                | -                | -                     | -                     | -                     | 0     | 0     | 0      |
| C. Brujas · Bélgica | Total club    | Total club    | 48    | 2     | 5      | 5                | 0                | 0                | 18                    | 1                     | 1                     | 71    | 3     | 6      |
| Total carrera       | Total carrera | Total carrera | 82    | 4     | 8      | 5                | 0                | 0                | 18                    | 1                     | 1                     | 105   | 5     | 9      |
| 1. 2.               |               |               |       |       |        |                  |                  |                  |                       |                       |                       |       |       |        |

## Palmarés

### Títulos nacionales
| Título                      | Club        | País    | Año  |
| --------------------------- | ----------- | ------- | ---- |
| Primera División de Bélgica | Club Brujas | Bélgica | 2024 |
| Copa de Bélgica             | Club Brujas | Bélgica | 2025 |

### Distinciones individuales
| Distinción                    | Año  |
| ----------------------------- | ---- |
| Nominado al Premio Golden Boy | 2025 |